# Тинголка
Тинголка — река в Томской области России. Устье реки находится в 548 км по левому берегу реки Тым. Длина реки составляет 67 км, площадь водосборного бассейна 535 км².

## Притоки
- 18 км: Малая Тинголка (лв)
- 40 км: Лосиная (пр)

## Данные водного реестра
По данным государственного водного реестра России относится к Верхнеобскому бассейновому округу, водохозяйственный участок реки — Обь от впадения реки Васюган до впадения реки Вах, речной подбассейн реки — Васюган. Речной бассейн реки — (Верхняя) Обь до впадения Иртыша.